# رون والر
رون والر (بالإنجليزية: Ron Waller) هو لاعب كرة قدم أمريكية ومدرب رياضي أمريكي، ولد في 14 فبراير 1933 في هاستنغز في الولايات المتحدة، وتوفي في 16 ديسمبر 2018.

## وصلات خارجية
- رون والر على موقع مرجع كرة القدم المحترفة.كوم (الإنجليزية)